# Stanje šoka
Stanje šoka je slovenski komično-dramski film iz leta 2011. Napisal in režiral ga je Andrej Košak. Po njegovih besedah zaključuje trilogijo filmov (Outsider in Zvenenje v glavi), ki govorijo o komunizmu in tranziciji.
Film je bil deležen primerjav z nemškim filmom Zbogom, Lenin! (2003) in filmi Charlieja Chaplina.

### Zgodba
Leta 1986 je kovinostrugar Peter Zmazek, delavec v tovarni Udarnik, izbran za »samoupravljalca leta«. Za nagrado prejme dvosobno stanovanje v Fužinah, kar je za Petra, navajenega zelo skromnega življenja, velik šok, zaradi katerega otrpne. Prepeljan je v psihiatrično bolnišnico. 
Deset let sanja svoj komunistični raj, v tem času pa pride do razpada SFRJ in socialističnega sistema ter vojne za neodvisnost, na koncu pa žena Marica, naveličana čakanja na Petrovo okrevanje, vloži zahtevek za ločitev ter se poroči z njegovim sodelavcem in prijateljem Jovom.
Peter se zbudi na dan njune poroke in odhiti iz bolnišnice domov. Tam ugotovi, da je njegova žena zdaj poročena z Jovom. Ker se Peter počuti izdanega, odide iz stanovanja in se vrne nazaj v tovarno. Tam zgrožen ugotovi, da je tovarna postala delniška družba in da je bilo njegovo delovno mesto ukinjeno, dobi pa zajetno odškodnino. Ker ostane brezposeln, poskuša s tem denarjem odpreti lastno podjetje, vendar je soočen z zanj zapletenimi birokratskimi postopki, zato se obrne na podjetje za svetovanje, s katerim podpiše pogodbo o sodelovanju, nato pa ob obisku banke zgrožen ugotovi, da je njegov račun popolnoma prazen, saj je svetovalnemu podjetju s pogodbo nevede prepustil upravljanje z njegovim računom.
Peter se razočaran vrne v svojo nekdanjo tovarno, kjer zaradi prestrukturiranja in zahtev novega investitorja več delavcem grozi odpuščanje. Med predstavniki investitorja Peter prepozna človeka, ki mu je izpraznil bančni račun, zato pozove delavce k uporu. Investitorje zaradi prevare aretirajo, s čimer je usoda podjetja rešena, Peter pa postane junak.

### Financiranje in produkcija
Delovni naslov scenarija je bil Don’t cry for me, Europe. Projekt je iskal tuje koproducente na berlinski koprodukcijski tržnici leta 2005. Nadzorni svet Filmskega sklada RS je leta 2006 sprejel predlog Uprave, da se uredi storyboard, lik tipičnega Bosanca spremeni v modernega Bosanca, nato pa pošlje projekt v ponovno presojo Strokovni komisiji, Upravi in Nadzornemu svetu. Leta 2006 je projekt s producentom Novi val - New wave Košak neuspešno kandidiral za sredstva Filmskega sklada RS na javnem pozivu za sofinanciranje igranih in dokumentarnih filmov na temo Slovenija in Evropa v polpretekli zgodovini in sedanjosti.
Film je ocenjen na 2.010.969 evrov. Podprli so ga Slovenski filmski center (780.000 evrov), Eurimages (300.000 evrov), Severno Makedonska filmska agencija (5.000.000 MKD oz. ok. 79.877 evrov), Bolgarski nacionalni filmski center (234.700 BGN oz. med 120.000 in 155.000 evri) ter Ministrstvo za kulturo in informiranje Republike Srbije. Producent je bil Vertigo, koproducenti pa RTV SLO (ok. 100.000 evrov), Art Fest (Bolgarija), SCCA/PRO.BA - Sarajevo in Baš Čelik (Srbija). Tehnične storitve je nudil FS Viba Film (311.068 evrov).
Snemanje se je začelo junija 2010. Eno od prizorišč je bila železarna Jesenice.

## Odziv pri kritikih in gledalcih

### Kritiki
Tina Poglajen je napisala, da je Košak jugonostalgik, katerega kariera gre po Outsiderju le še navzdol, ter da je film Stanje šoka plitek, cenen in prozoren. Opozorila je, da odrasli v Zbogom, Lenin! dozorijo in se poslovijo od preteklosti, v Stanju šoka pa se vedejo kot večni otroci. Zmotilo jo je, da film ne prikaže Zmazkovega komičnega soočanja s tehnološkim napredkom, da se svet deli na slabe kapitaliste in dobre delavce ter da so posamezniki brez osebnosti. Chaplinovski humor se ji je zdel zanič, Zmazkov govor na koncu filma pa je označila za puhlo in neprepričljivo kopijo ganljivega govora judovskega brivca na koncu Velikega diktatorja (1940).
Marcel Štefančič jr. je Zmazka opisal kot naivnega in patetičnega vernika socializma ter brkatega Jako Šraufcigerja, ki je bil tudi v prejšnjem sistemu outsider. Zmotilo ga je, da film govori o stvareh, za katere so gledalci že izvedeli iz boljših virov, ter da se Košak zateka k šprajčevsko-marodičevskemu humorju, ki je bil zastarel že v 70. in 80. letih dvajsetega stoletja.
Ženja Leiler se je spraševala, na podlagi česa je programska komisija odobrila snemanje tega najbolj vulgarnega in transparentnega slovenskega filma o razrednem boju, ki bi s svojim demagoškim in populističnim zaničevanjem kapitalizma in slavljenjem komunizma v zadrego spravil tudi najbolj zadrtega agitpropovca. Menila je, da naslov opiše občutke gledalca po ogledu. Kot boljša primera grenkih komedij je navedla filma Kruha in iger ter Zmaga ali kako je Maks Bigec zasukal kolo zgodovine.
Denis Valič je pohvalil ciljanje na širšo publiko, sposojanje ideje od uspešnice Zbogom, Lenin!, razkošen produkcijski videz in solidno igro.
Zdenko Vrdlovec je napisal, da si film zaman prizadeva, da bi izpadel kritičen.

### Obisk v kinu
Film je videlo 10.494 gledalcev.

## Zasedba
- Martin Marion kot Peter Zmazek
- Urška Hlebec kot Marica Zmazek, Petrova žena
- Nikola Kojo kot Jovo Stankovič Kranjc, Maričin novi mož, Petrov najboljši prijatelj in sodelavec
- Aleksandra Balmazović kot Jana Zmazek, Petrova hči
- Vlado Novak kot direktor Podbregar
- Emir Hadžihafizbegović kot psihiater
- Robert Prebil kot sekretar Žunič
- Arna Šijaković kot tajnica Nada
- Iva Krajnc kot Vera
- Dario Varga kot Milan

## Ekipa
- glasba: Stefan Valdobrev
- fotografija: Slobodan Trninić
- montaža: Blagoja Nedelkovski, Andrija Zafranović in Jurij Moškon
- scenografija: Pepi Sekulič
- kostumografija: Jelena Proković
- maska: Martina Šubic Dodočić
- zvok: Atanas Georgiev

## Nagrade

### 14. Festival slovenskega filma 2011
- vesna za posebne dosežke (Martin Marion)

## Izdaje na nosilcih
- Stanje šoka. video DVD. Ljubljana : Cinemania group, 2014